# Eleições legislativas portuguesas de 1979 no distrito de Aveiro
| Eleições legislativas portuguesas de 1979 Distritos: Aveiro \| Beja \| Braga \| Bragança \| Castelo Branco \| Coimbra \| Évora \| Faro \| Guarda \| Leiria \| Lisboa \| Portalegre \| Porto \| Santarém \| Setúbal \| Viana do Castelo \| Vila Real \| Viseu \| Açores \| Madeira \| Estrangeiro |

## Resultados por Concelho
Os resultados nos concelhos do Distrito de Aveiro foram os seguintes:

### Águeda
| Partido                 | Partido                      | Votos  | %               | +/-  |
| ----------------------- | ---------------------------- | ------ | --------------- | ---- |
|                         | Aliança Democrática          | 14 094 | 55,40 / 100,00  | 0,05 |
|                         | Partido Socialista           | 7 557  | 29,70 / 100,00  | 4,15 |
|                         | Aliança Povo Unido           | 2 099  | 8,25 / 100,00   | 4,11 |
|                         | Partido da Democracia Cristã | 432    | 1,70 / 100,00   | 1,24 |
|                         | Outros                       | 651    | 2,56 / 100,00   |      |
| Votos Inválidos         | Votos Inválidos              | 608    | 2,39 / 100,00   | 1,62 |
| Total                   | Total                        | 25 441 | 100,00 / 100,00 |      |
| Eleitorado/Participação | Eleitorado/Participação      | 29 565 | 86,05 / 100,00  | 3,18 |

### Albergaria-a-Velha
| Partido                 | Partido                      | Votos  | %               | +/-  |
| ----------------------- | ---------------------------- | ------ | --------------- | ---- |
|                         | Aliança Democrática          | 7 865  | 63,40 / 100,00  | 5,64 |
|                         | Partido Socialista           | 3 020  | 24,34 / 100,00  | 2,19 |
|                         | Aliança Povo Unido           | 566    | 4,56 / 100,00   | 2,44 |
|                         | Partido da Democracia Cristã | 254    | 2,05 / 100,00   | 1,40 |
|                         | Outros                       | 380    | 3,07 / 100,00   |      |
| Votos Inválidos         | Votos Inválidos              | 321    | 2,58 / 100,00   | 0,74 |
| Total                   | Total                        | 12 406 | 100,00 / 100,00 |      |
| Eleitorado/Participação | Eleitorado/Participação      | 14 363 | 86,37 / 100,00  | 6,54 |

### Anadia
| Partido                 | Partido                      | Votos  | %               | +/-  |
| ----------------------- | ---------------------------- | ------ | --------------- | ---- |
|                         | Aliança Democrática          | 12 317 | 65,65 / 100,00  | 1,36 |
|                         | Partido Socialista           | 4 358  | 23,23 / 100,00  | 0,98 |
|                         | Aliança Povo Unido           | 819    | 4,37 / 100,00   | 2,42 |
|                         | Partido da Democracia Cristã | 301    | 1,60 / 100,00   | 1,11 |
|                         | Outros                       | 471    | 2,51 / 100,00   |      |
| Votos Inválidos         | Votos Inválidos              | 495    | 2,64 / 100,00   | 1,82 |
| Total                   | Total                        | 18 761 | 100,00 / 100,00 |      |
| Eleitorado/Participação | Eleitorado/Participação      | 21 313 | 88,03 / 100,00  | 5,79 |

### Arouca
| Partido                 | Partido                      | Votos  | %               | +/-  |
| ----------------------- | ---------------------------- | ------ | --------------- | ---- |
|                         | Aliança Democrática          | 9 374  | 69,53 / 100,00  | 5,60 |
|                         | Partido Socialista           | 2 339  | 17,35 / 100,00  | 3,09 |
|                         | Aliança Povo Unido           | 525    | 3,89 / 100,00   | 2,70 |
|                         | Partido da Democracia Cristã | 350    | 2,60 / 100,00   | 2,01 |
|                         | União Democrática Popular    | 166    | 1,23 / 100,00   | 0,24 |
|                         | PCTP/MRPP                    | 135    | 1,00 / 100,00   | 0,44 |
|                         | Outros                       | 168    | 1,25 / 100,00   |      |
| Votos Inválidos         | Votos Inválidos              | 425    | 3,16 / 100,00   | 2,23 |
| Total                   | Total                        | 13 482 | 100,00 / 100,00 |      |
| Eleitorado/Participação | Eleitorado/Participação      | 15 451 | 87,26 / 100,00  | 4,16 |

### Aveiro
| Partido                 | Partido                      | Votos  | %               | +/-  |
| ----------------------- | ---------------------------- | ------ | --------------- | ---- |
|                         | Aliança Democrática          | 22 057 | 60,84 / 100,00  | 1,57 |
|                         | Partido Socialista           | 8 780  | 24,22 / 100,00  | 4,89 |
|                         | Aliança Povo Unido           | 3 019  | 8,33 / 100,00   | 3,97 |
|                         | Partido da Democracia Cristã | 591    | 1,63 / 100,00   | 1,01 |
|                         | União Democrática Popular    | 393    | 1,08 / 100,00   | 0,14 |
|                         | Outros                       | 608    | 1,67 / 100,00   |      |
| Votos Inválidos         | Votos Inválidos              | 807    | 2,23 / 100,00   | 1,58 |
| Total                   | Total                        | 36 255 | 100,00 / 100,00 |      |
| Eleitorado/Participação | Eleitorado/Participação      | 40 769 | 88,93 / 100,00  | 4,07 |

### Castelo de Paiva
| Partido                 | Partido                      | Votos  | %               | +/-  |
| ----------------------- | ---------------------------- | ------ | --------------- | ---- |
|                         | Aliança Democrática          | 4 343  | 49,20 / 100,00  | 8,83 |
|                         | Partido Socialista           | 3 055  | 34,61 / 100,00  | 4,07 |
|                         | Aliança Povo Unido           | 572    | 6,48 / 100,00   | 3,99 |
|                         | Partido da Democracia Cristã | 194    | 2,20 / 100,00   | 1,30 |
|                         | União Democrática Popular    | 173    | 1,96 / 100,00   | 0,85 |
|                         | PCTP/MRPP                    | 104    | 1,18 / 100,00   | 0,59 |
|                         | Outros                       | 110    | 1,25 / 100,00   |      |
| Votos Inválidos         | Votos Inválidos              | 276    | 3,13 / 100,00   | 1,16 |
| Total                   | Total                        | 8 827  | 100,00 / 100,00 |      |
| Eleitorado/Participação | Eleitorado/Participação      | 10 156 | 86,91 / 100,00  | 3,39 |

### Espinho
| Partido                 | Partido                      | Votos  | %               | +/-  |
| ----------------------- | ---------------------------- | ------ | --------------- | ---- |
|                         | Aliança Democrática          | 8 486  | 43,75 / 100,00  | 1,29 |
|                         | Partido Socialista           | 7 010  | 36,14 / 100,00  | 5,94 |
|                         | Aliança Povo Unido           | 2 935  | 15,13 / 100,00  | 4,93 |
|                         | Partido da Democracia Cristã | 196    | 1,01 / 100,00   | 0,74 |
|                         | Outros                       | 420    | 2,16 / 100,00   |      |
| Votos Inválidos         | Votos Inválidos              | 350    | 1,81 / 100,00   | 1,21 |
| Total                   | Total                        | 19 397 | 100,00 / 100,00 |      |
| Eleitorado/Participação | Eleitorado/Participação      | 21 353 | 90,84 / 100,00  | 1,15 |

### Estarreja
| Partido                 | Partido                      | Votos  | %               | +/-  |
| ----------------------- | ---------------------------- | ------ | --------------- | ---- |
|                         | Aliança Democrática          | 9 782  | 63,19 / 100,00  | 1,34 |
|                         | Partido Socialista           | 2 944  | 19,02 / 100,00  | 3,51 |
|                         | Aliança Povo Unido           | 1 393  | 9,00 / 100,00   | 4,89 |
|                         | Partido da Democracia Cristã | 344    | 2,22 / 100,00   | 1,62 |
|                         | União Democrática Popular    | 201    | 1,30 / 100,00   | 0,46 |
|                         | Outros                       | 291    | 1,88 / 100,00   |      |
| Votos Inválidos         | Votos Inválidos              | 525    | 3,39 / 100,00   | 2,28 |
| Total                   | Total                        | 15 480 | 100,00 / 100,00 |      |
| Eleitorado/Participação | Eleitorado/Participação      | 17 625 | 87,83 / 100,00  | 6,13 |

### Ílhavo
| Partido                 | Partido                      | Votos  | %               | +/-  |
| ----------------------- | ---------------------------- | ------ | --------------- | ---- |
|                         | Aliança Democrática          | 10 298 | 59,97 / 100,00  | 0,77 |
|                         | Partido Socialista           | 4 423  | 25,76 / 100,00  | 3,22 |
|                         | Aliança Povo Unido           | 1 196  | 6,96 / 100,00   | 3,95 |
|                         | Partido da Democracia Cristã | 281    | 1,64 / 100,00   | 1,04 |
|                         | União Democrática Popular    | 232    | 1,35 / 100,00   | 0,64 |
|                         | Outros                       | 290    | 1,69 / 100,00   |      |
| Votos Inválidos         | Votos Inválidos              | 452    | 2,64 / 100,00   | 1,38 |
| Total                   | Total                        | 17 172 | 100,00 / 100,00 |      |
| Eleitorado/Participação | Eleitorado/Participação      | 19 907 | 86,26 / 100,00  | 2,66 |

### Mealhada
| Partido                 | Partido                 | Votos  | %               | +/-  |
| ----------------------- | ----------------------- | ------ | --------------- | ---- |
|                         | Partido Socialista      | 4 752  | 44,11 / 100,00  | 3,11 |
|                         | Aliança Democrática     | 4 228  | 39,25 / 100,00  | 1,89 |
|                         | Aliança Povo Unido      | 1 078  | 10,01 / 100,00  | 3,98 |
|                         | Outros                  | 351    | 3,25 / 100,00   |      |
| Votos Inválidos         | Votos Inválidos         | 364    | 3,38 / 100,00   | 2,70 |
| Total                   | Total                   | 10 773 | 100,00 / 100,00 |      |
| Eleitorado/Participação | Eleitorado/Participação | 13 108 | 82,19 / 100,00  | 5,14 |

### Murtosa
| Partido                 | Partido                      | Votos | %               | +/-  |
| ----------------------- | ---------------------------- | ----- | --------------- | ---- |
|                         | Aliança Democrática          | 4 311 | 74,01 / 100,00  | 2,52 |
|                         | Partido Socialista           | 778   | 13,36 / 100,00  | 0,24 |
|                         | Aliança Povo Unido           | 208   | 3,57 / 100,00   | 2,63 |
|                         | Partido da Democracia Cristã | 105   | 1,80 / 100,00   | 1,32 |
|                         | UEDS                         | 65    | 1,12 / 100,00   | Novo |
|                         | Outros                       | 134   | 2,30 / 100,00   |      |
| Votos Inválidos         | Votos Inválidos              | 224   | 3,84 / 100,00   | 2,46 |
| Total                   | Total                        | 5 825 | 100,00 / 100,00 |      |
| Eleitorado/Participação | Eleitorado/Participação      | 6 765 | 86,10 / 100,00  | 9,50 |

### Oliveira de Azeméis
| Partido                 | Partido                      | Votos  | %               | +/-  |
| ----------------------- | ---------------------------- | ------ | --------------- | ---- |
|                         | Aliança Democrática          | 19 006 | 53,83 / 100,00  | 3,65 |
|                         | Partido Socialista           | 10 782 | 30,54 / 100,00  | 1,89 |
|                         | Aliança Povo Unido           | 2 914  | 8,25 / 100,00   | 5,66 |
|                         | Partido da Democracia Cristã | 740    | 2,10 / 100,00   | 1,63 |
|                         | União Democrática Popular    | 463    | 1,31 / 100,00   | 0,27 |
|                         | Outros                       | 633    | 1,80 / 100,00   |      |
| Votos Inválidos         | Votos Inválidos              | 770    | 2,18 / 100,00   | 1,63 |
| Total                   | Total                        | 35 308 | 100,00 / 100,00 |      |
| Eleitorado/Participação | Eleitorado/Participação      | 39 298 | 89,85 / 100,00  | 1,82 |

### Oliveira do Bairro
| Partido                 | Partido                      | Votos  | %               | +/-  |
| ----------------------- | ---------------------------- | ------ | --------------- | ---- |
|                         | Aliança Democrática          | 8 696  | 78,75 / 100,00  | 0,77 |
|                         | Partido Socialista           | 1 488  | 13,48 / 100,00  | 0,95 |
|                         | Aliança Povo Unido           | 262    | 2,37 / 100,00   | 1,15 |
|                         | Partido da Democracia Cristã | 163    | 1,48 / 100,00   | 1,03 |
|                         | Outros                       | 208    | 1,88 / 100,00   |      |
| Votos Inválidos         | Votos Inválidos              | 225    | 2,04 / 100,00   | 2,48 |
| Total                   | Total                        | 11 042 | 100,00 / 100,00 |      |
| Eleitorado/Participação | Eleitorado/Participação      | 12 328 | 89,57 / 100,00  | 6,50 |

### Ovar
| Partido                 | Partido                      | Votos  | %               | +/-  |
| ----------------------- | ---------------------------- | ------ | --------------- | ---- |
|                         | Aliança Democrática          | 11 215 | 45,38 / 100,00  | 0,36 |
|                         | Partido Socialista           | 7 966  | 32,24 / 100,00  | 7,07 |
|                         | Aliança Povo Unido           | 3 465  | 14,02 / 100,00  | 7,41 |
|                         | União Democrática Popular    | 589    | 2,38 / 100,00   | 0,85 |
|                         | Partido da Democracia Cristã | 386    | 1,56 / 100,00   | 1,17 |
|                         | Outros                       | 433    | 1,75 / 100,00   |      |
| Votos Inválidos         | Votos Inválidos              | 657    | 2,65 / 100,00   | 2,01 |
| Total                   | Total                        | 24 711 | 100,00 / 100,00 |      |
| Eleitorado/Participação | Eleitorado/Participação      | 28 734 | 86,00 / 100,00  | 1,69 |

### São João da Madeira
| Partido                 | Partido                   | Votos  | %               | +/-  |
| ----------------------- | ------------------------- | ------ | --------------- | ---- |
|                         | Aliança Democrática       | 4 970  | 47,23 / 100,00  | 3,01 |
|                         | Partido Socialista        | 3 627  | 34,46 / 100,00  | 7,65 |
|                         | Aliança Povo Unido        | 1 309  | 12,44 / 100,00  | 6,40 |
|                         | União Democrática Popular | 177    | 1,68 / 100,00   | 0,01 |
|                         | Outros                    | 250    | 2,38 / 100,00   |      |
| Votos Inválidos         | Votos Inválidos           | 191    | 1,82 / 100,00   | 2,22 |
| Total                   | Total                     | 10 524 | 100,00 / 100,00 |      |
| Eleitorado/Participação | Eleitorado/Participação   | 11 442 | 91,98 / 100,00  | 0,79 |

### Sever do Vouga
| Partido                 | Partido                      | Votos | %               | +/-  |
| ----------------------- | ---------------------------- | ----- | --------------- | ---- |
|                         | Aliança Democrática          | 6 170 | 74,31 / 100,00  | 0,81 |
|                         | Partido Socialista           | 1 247 | 15,02 / 100,00  | 3,24 |
|                         | Aliança Povo Unido           | 357   | 4,30 / 100,00   | 2,42 |
|                         | Partido da Democracia Cristã | 181   | 2,18 / 100,00   | 1,60 |
|                         | Outros                       | 161   | 1,94 / 100,00   |      |
| Votos Inválidos         | Votos Inválidos              | 187   | 2,26 / 100,00   | 5,73 |
| Total                   | Total                        | 8 303 | 100,00 / 100,00 |      |
| Eleitorado/Participação | Eleitorado/Participação      | 9 356 | 88,75 / 100,00  | 2,47 |

### Vagos
| Partido                 | Partido                      | Votos  | %               | +/-  |
| ----------------------- | ---------------------------- | ------ | --------------- | ---- |
|                         | Aliança Democrática          | 8 932  | 81,79 / 100,00  | 0,04 |
|                         | Partido Socialista           | 1 110  | 10,16 / 100,00  | 0,95 |
|                         | Aliança Povo Unido           | 204    | 1,87 / 100,00   | 1,20 |
|                         | Partido da Democracia Cristã | 182    | 1,67 / 100,00   | 1,05 |
|                         | Outros                       | 211    | 1,94 / 100,00   |      |
| Votos Inválidos         | Votos Inválidos              | 282    | 2,58 / 100,00   | 1,61 |
| Total                   | Total                        | 10 921 | 100,00 / 100,00 |      |
| Eleitorado/Participação | Eleitorado/Participação      | 12 255 | 89,11 / 100,00  | 8,13 |

### Vale de Cambra
| Partido                 | Partido                      | Votos  | %               | +/-  |
| ----------------------- | ---------------------------- | ------ | --------------- | ---- |
|                         | Aliança Democrática          | 9 194  | 66,36 / 100,00  | 3,08 |
|                         | Partido Socialista           | 2 926  | 21,12 / 100,00  | 0,57 |
|                         | Aliança Povo Unido           | 693    | 5,00 / 100,00   | 3,28 |
|                         | Partido da Democracia Cristã | 336    | 2,43 / 100,00   | 1,77 |
|                         | União Democrática Popular    | 174    | 1,26 / 100,00   | 0,36 |
|                         | Outros                       | 234    | 1,69 / 100,00   |      |
| Votos Inválidos         | Votos Inválidos              | 297    | 2,15 / 100,00   | 2,27 |
| Total                   | Total                        | 13 854 | 100,00 / 100,00 |      |
| Eleitorado/Participação | Eleitorado/Participação      | 15 843 | 87,45 / 100,00  | 5,30 |

### Vila da Feira
| Partido                 | Partido                      | Votos  | %               | +/-  |
| ----------------------- | ---------------------------- | ------ | --------------- | ---- |
|                         | Aliança Democrática          | 27 391 | 46,10 / 100,00  | 1,82 |
|                         | Partido Socialista           | 23 388 | 39,36 / 100,00  | 1,88 |
|                         | Aliança Povo Unido           | 4 624  | 7,78 / 100,00   | 4,16 |
|                         | Partido da Democracia Cristã | 904    | 1,52 / 100,00   | 1,11 |
|                         | União Democrática Popular    | 645    | 1,09 / 100,00   | 0,11 |
|                         | Outros                       | 1 141  | 1,92 / 100,00   |      |
| Votos Inválidos         | Votos Inválidos              | 1 326  | 2,23 / 100,00   | 1,80 |
| Total                   | Total                        | 59 419 | 100,00 / 100,00 |      |
| Eleitorado/Participação | Eleitorado/Participação      | 65 906 | 90,16 / 100,00  | 1,42 |